# الرسم الدكني

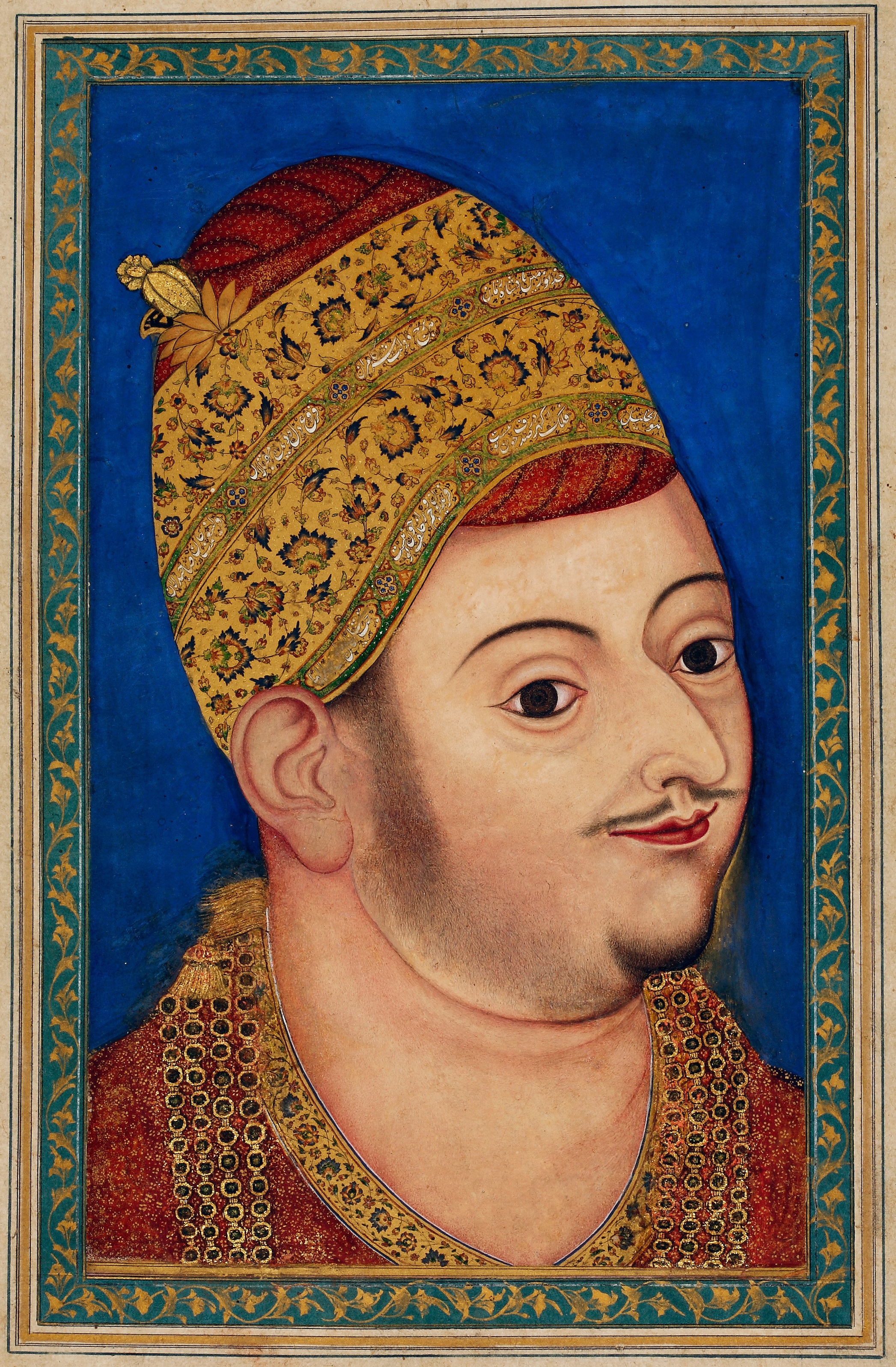
السلطان إبراهيم عادل شاه الثاني، مُصوَّر في منمنمة، في بيجابور ، في حوالي. 1590 م. وهي موجودة في مجموعة ديفيد. إن المنظر من ثلاثة أرباع الصورة يعطي انطباعًا قويًا وحيويًا عن الشخص الجالس، على الرغم من افتقاره إلى الدقة المغولية والنمذجة المتماسكة للغاية للأسطح.

الرسم الدكني هو أحد أشكال الرسم المصغر الهندي الذي أُنتج في منطقة الدكن في وسط الهند، وتحديدًا في العواصم الإسلامية المختلفة لسلطنات الدكن التي نشأت من تفكك سلطنة بهمن بحلول عام 1520. هؤلاء السلطنات هم بيجابور، وقلقندة، وأحمد نكر، وبيدار، وبرار. كانت الفترة الرئيسة بين أواخر القرن السادس عشر ومنتصف القرن السابع عشر، مع شيء من الإحياء في منتصف القرن الثامن عشر، وكان مركزها آنذاك حيدر أباد.
تشير الجودة العالية للمنمنمات المبكرة إلى أنه كان هناك بالفعل تقليد محلي، ربما على الأقل جزئيًا من الجداريات، والذي تدرب عليه الفنانون. بالمقارنة مع الرسم المغولي الهندي المبكر الذي تطور في نفس الوقت إلى الشمال، فإن الرسم الدكني يتفوق في "بريق ألوانه، ورقي ومهارة تكوينه، والجو العام للرفاهية المتدهورة". كان فن الرسم الدكني أقل اهتمامًا بالواقعية من المغول، بل كان يسعى بدلًا من ذلك إلى "رحلة أكثر داخلية، ذات دلالات صوفية وخيالية".
وتشمل الاختلافات الأخرى رسم الوجوه، التي لم تُصمم بخبرة كبيرة، في عرض ثلاثة أرباع، بدلًا من رسمها في الغالب في شكل جانبي على الطراز المغولي، و"النساء طويلات القامة ذوات الرؤوس الصغيرة" يرتدين الساري. هناك العديد من الصور الملكية، وعلى الرغم من أنها تفتقر إلى التشابه الدقيق مع نظيراتها المغولية، فإنها غالبًا ما تنقل انطباعًا حيًا عن رعاياها الضخام إلى حد ما. تُصور المباني على أنها "ألواح تشبه الشاشة المسطحة تمامًا". تعتبر اللوحات نادرة نسبيًا، وقليل منها موقع أو مؤرخ أو حتى محفور على الإطلاق؛ وأسماء قليلة جدًا معروفة مقارنة بورش الإمبراطورية المغولية الموثقة جيدًا بشكل عام.
كان للحكام المسلمين في الدكن، وكثير منهم من الشيعة، روابطهم الخاصة مع العالم الفارسي، بدلًا من الاعتماد على تلك الموجودة في البلاط الإمبراطوري المغولي. وبنفس الطريقة، أدت الاتصالات من خلال تجارة المنسوجات الكبيرة، وغوا القريبة، إلى بعض الاقتراضات التي يمكن التعرف عليها من الصور الأوروبية، والتي ربما كان لها تأثير أسلوبي أكثر عمومية أيضًا. ويبدو أيضًا أن هناك فنانين هندوس انتقلوا شمالًا إلى الدكن بعد أن اجتمع السلاطين لإلحاق هزيمة ساحقة بإمبراطورية فيجاياناجارا في عام 1565، وغزو العاصمة هامبي.

## الفترة المبكرة، حتى عام 1600

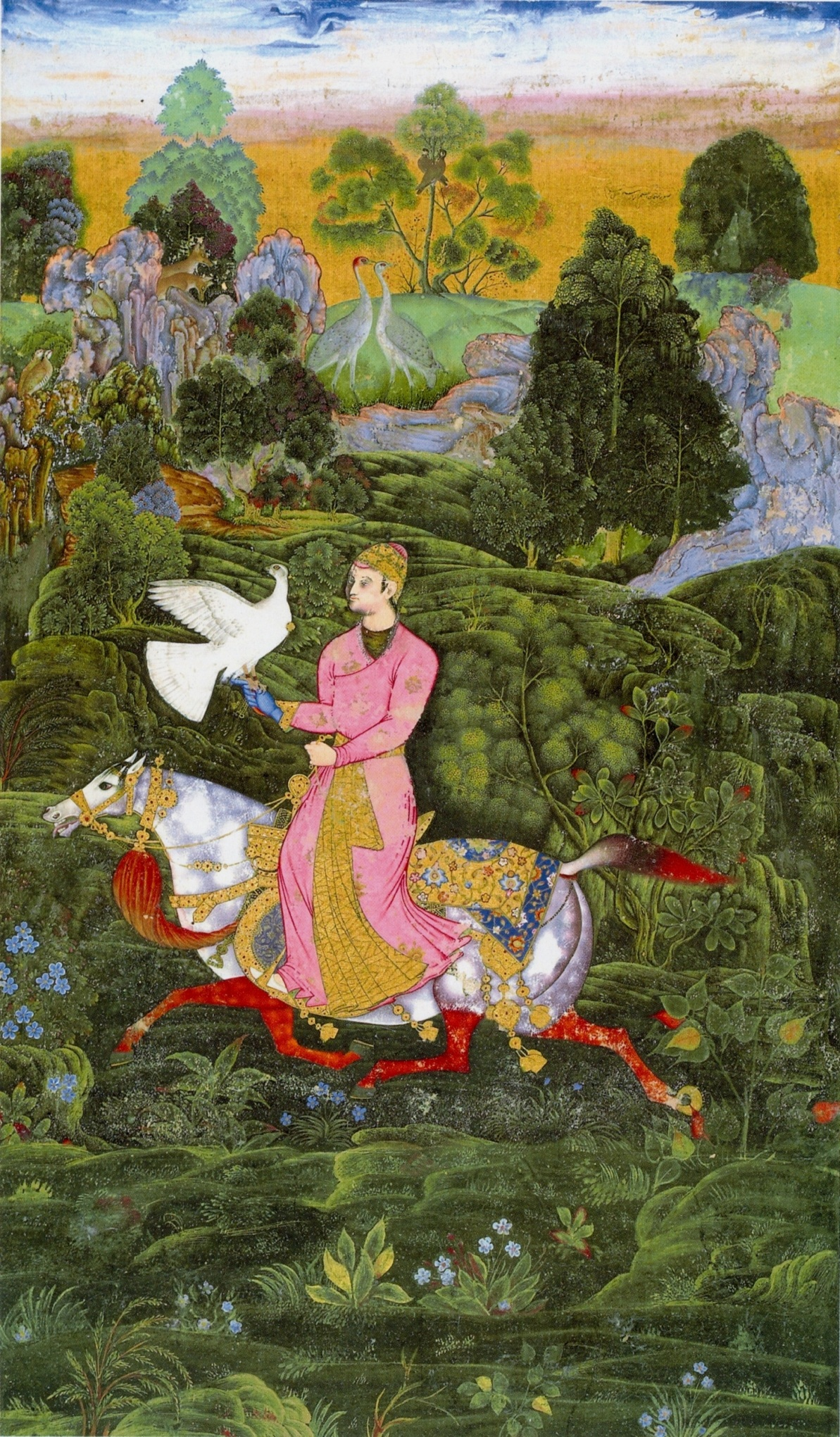
إبراهيم عادل شاه الثاني الشاب يمارس رياضة الصيد بالصقور، حوالي عام 1590، اللوحة موجودة اليوم في سانت بطرسبرغ.

بعض أقدم اللوحات الباقية هي الرسوم التوضيحية الاثنتي عشرة لمخطوطة "تاريخ حسين شاهي"، وهي قصيدة ملحمية عن حياة السلطان حسين نظام شاه الأول من أحمد نكر، زعيم تحالف الدكن الذي هزم إمبراطورية فيجاياناجارا. كلفت أرملته بتأليف المخطوطة عندما كانت تعمل كوصية على العرش في الفترة من 1565 إلى 1569، وهي الآن موجودة في بهارات إيتهاس سانشودهاك ماندال، في بوني. وست من اللوحات، وهي الأكثر غرابة في الهند، تظهر الملكة بشكل بارز بجانب زوجها، ولوحة أخرى تصور مشهدًا تقليديًا يركز على الأنثى. خُدشَت أو أُعيد طلاء معظم صور الملكة بعد أن تمرد ابنها مرتضى نظام شاه الأول وسجنها في عام 1569.
يوجد ما بين 400 إلى 800 صورة توضيحية في مخطوطة بيجابور "نجوم العلوم"، وهي موسوعة فلكية وتنجيمية تعود إلى عامي 1570 و1571، موجودة اليوم في مكتبة تشيستر بيتي بدبلن.
يبدو أن لوحات راجامالا، وهي مجموعات توضح (من خلال استحضار مزاجهم) الأشكال الموسيقية المختلفة للراجا، كانت بمثابة ابتكار من ابتكارات الدكن. هناك مجموعة كبيرة متفرقة، ربما كانت تشكل في الأصل عدة مجموعات، من لوحات راجامالا التي تعود إلى أواخر القرن السادس عشر، والتي نوقشت كثيرًا. اللوحات متشابهة في الأسلوب، ولكنها من صُنع العديد من الأيدي المختلفة ومع مجموعة كبيرة من الجودة، وهي "من بين أجمل اللوحات الهندية من أي فترة". من المحتمل أنها كانت مصنوعة للرعاة الهندوس، وربما أُنتجَت في مركز إقليمي بعيدًا عن العواصم. كان هناك عدد من الراجا الهندوس في شمال الدكن، إقطاعيات السلاطين.

بحلول عام 1590 تقريبًا، وصلت الأساليب في بلاط أحمد نكر وبيجابور إلى مرحلة النضج الممتاز، في لوحات مثل "الخيال المنحط" للسيدة مع طائر المينا والشاب إبراهيم عادل شاه الثاني يصطاد بالصقور،  وكلاهما موضح هنا، من الأمثلة الشهيرة على التميز الدكني.

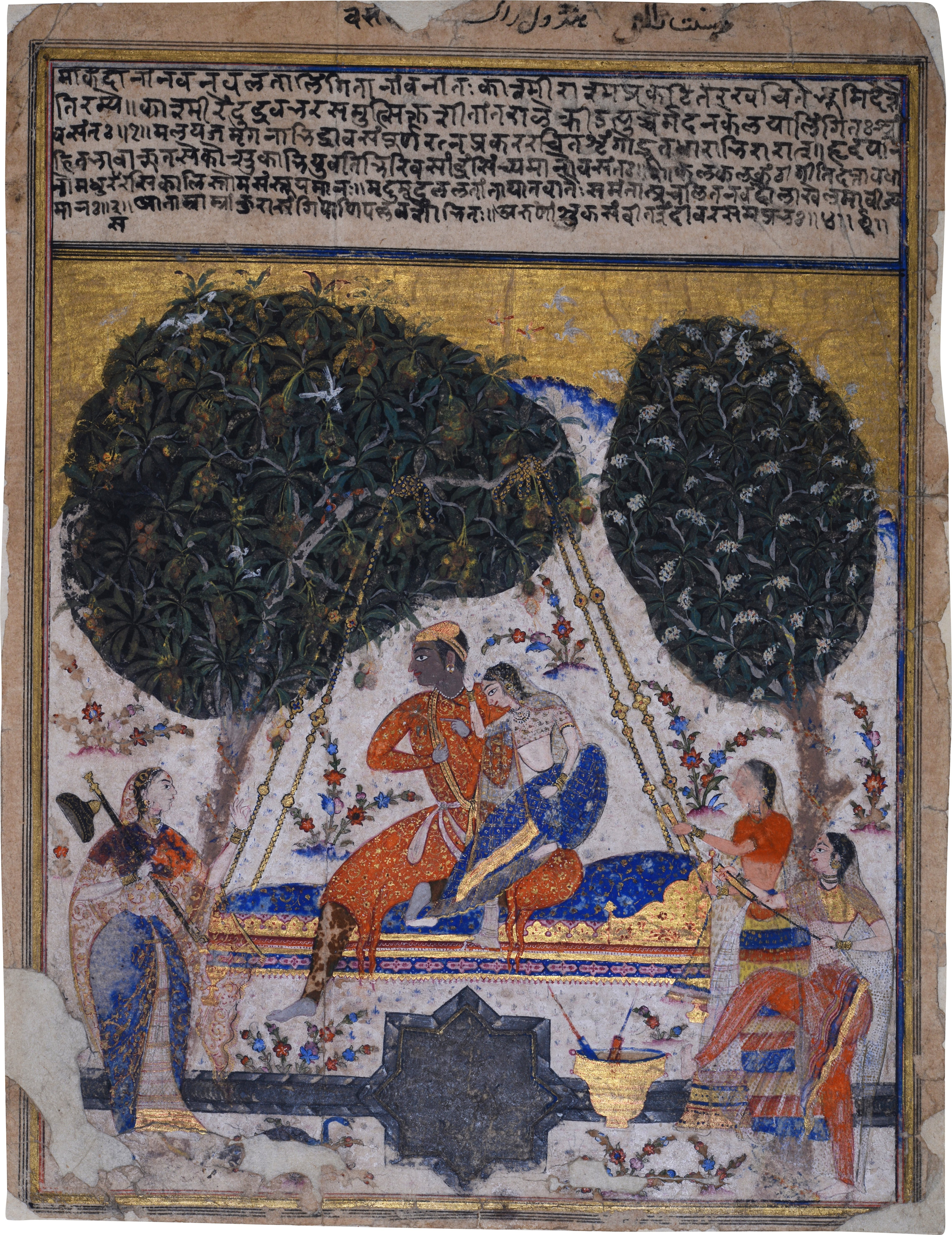
لوحات راجامالا[الإنجليزية]، هندولا راجا، ج. 1585. المتحف الوطني، نيودلهي
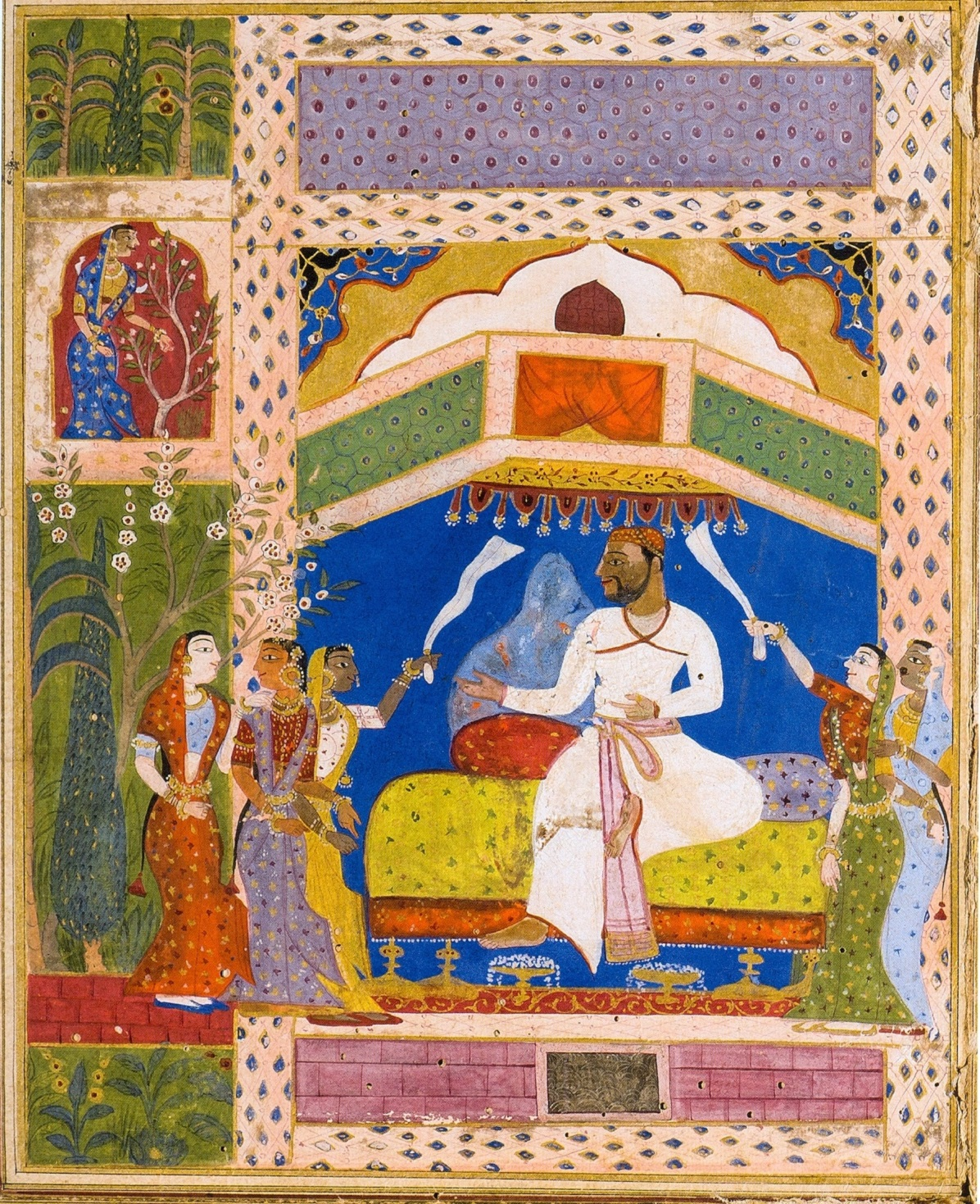
مشهد من بيون طريف حسين شاهي ، 1565–69، مع محو الملكة لاحقًا. بهارات إيتهاس سانشودهاك ماندال[الإنجليزية]
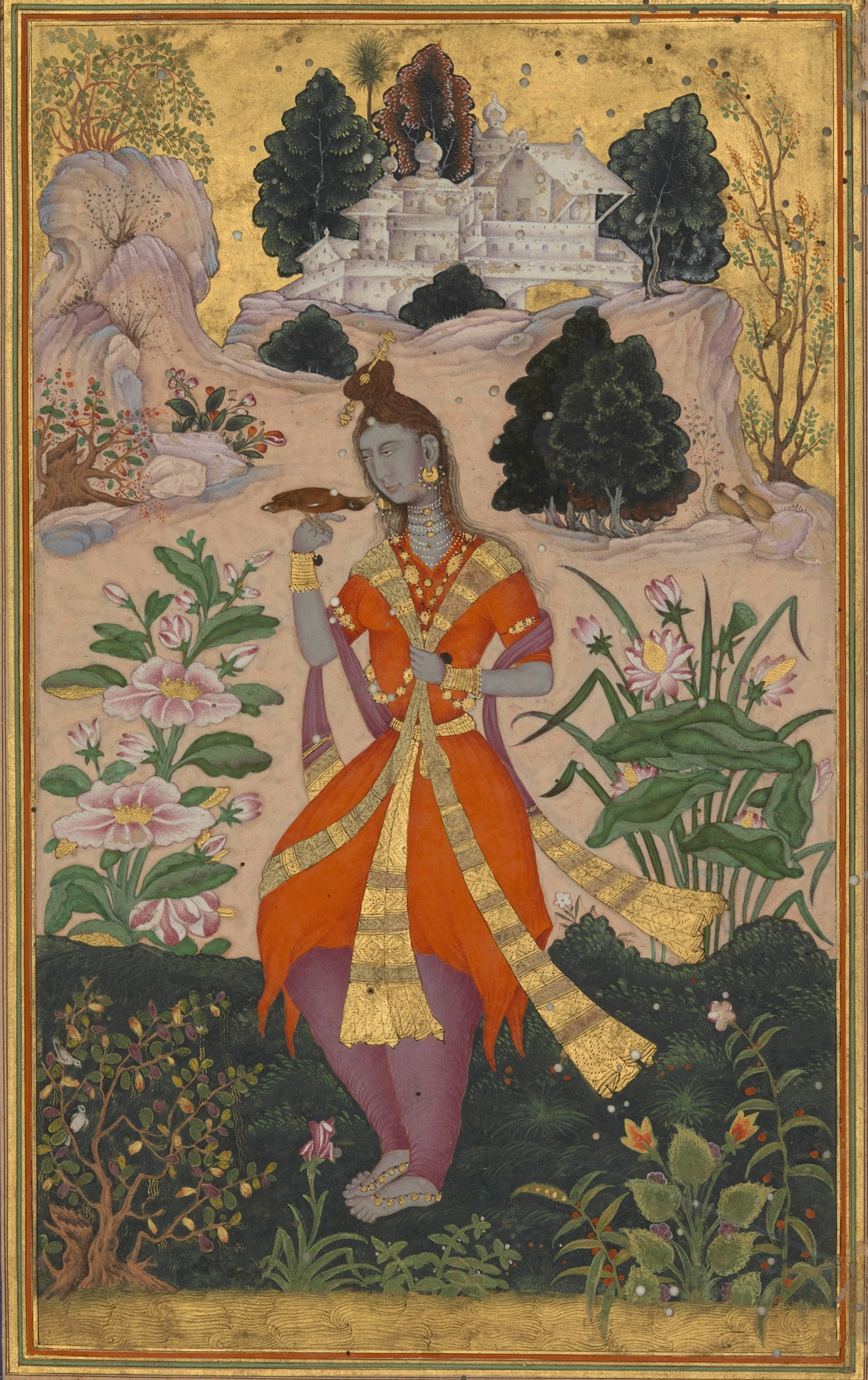
يوجيني مع طائر المينا[الإنجليزية]، جولكوندا أو بيجابور، حوالي عام 1605، مكتبة تشيستر بيتي.
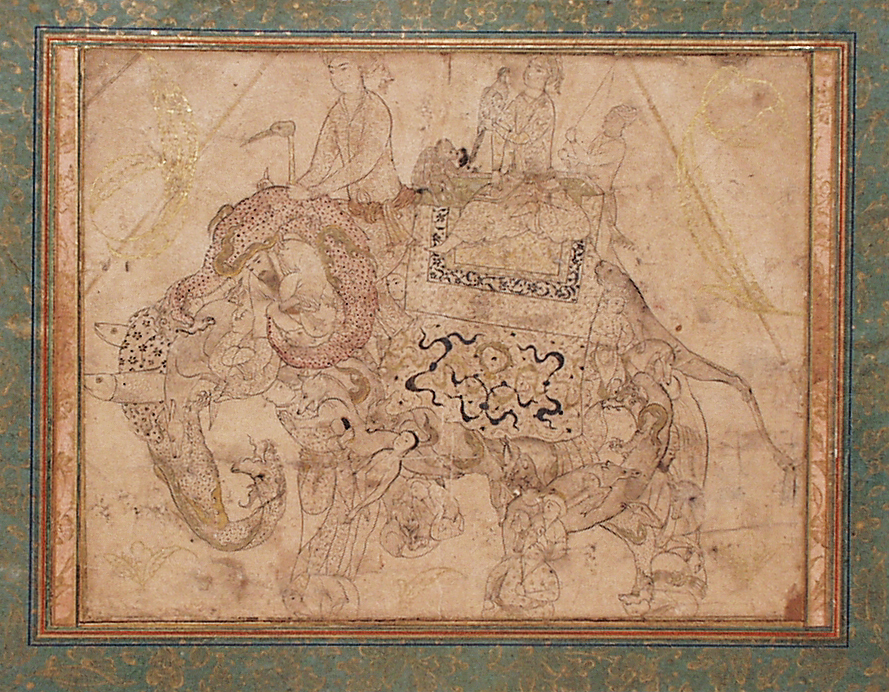
فيل مركب يمتطيه أمير ، حوالي عام 1600، متحف مقاطعة لوس أنجلوس للفنون
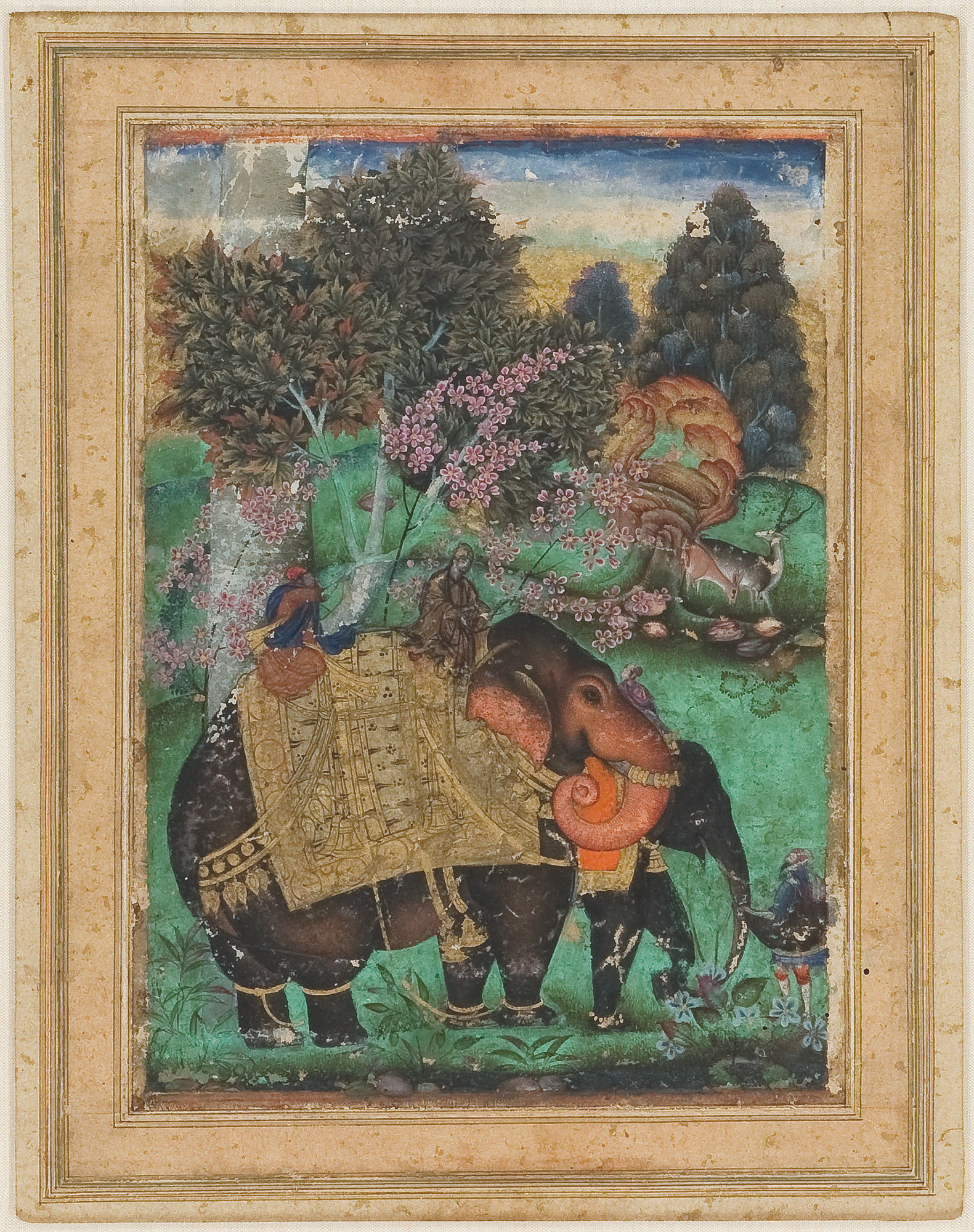
إبراهيم عادل شاه الثاني يمتطي فيله المفضل أتاش خان، بيجابور ، حوالي عام 1600. [17] مجموعة خاصة
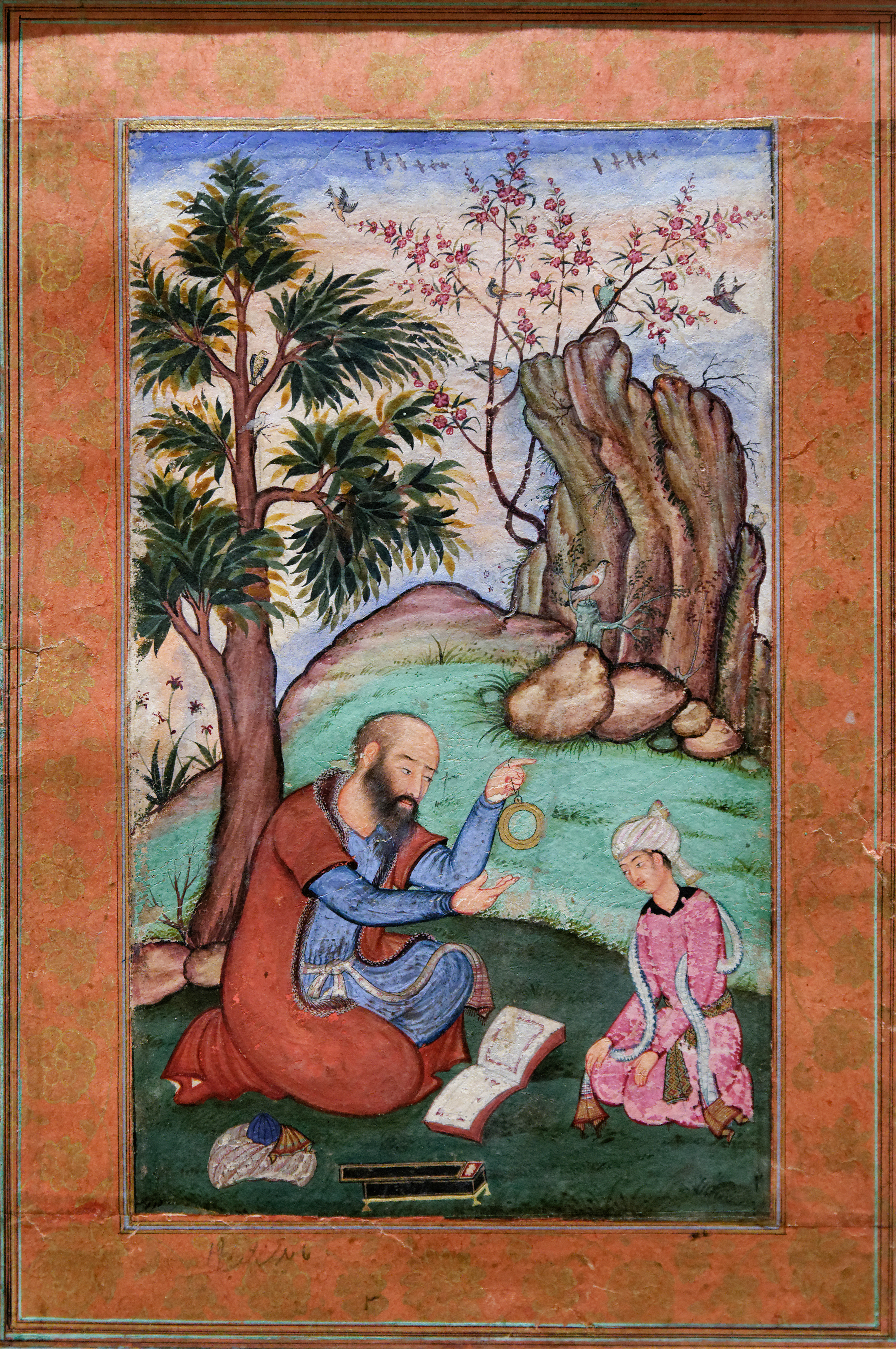
الأمير الشاب والمرشد ، حوالي عام 1600. متحف متروبوليتان للفنون

## الاختلافات بين الأسلوبين المغولي والدكني
لم يتم الاعتراف بلوحات الدكن كمدرسة منفصلة للرسم وتُعتبر ضمن النوع الفارسي والهندي الفارسي، ومع ذلك في عام 1926 بدأ إدغار بلوشات المناقشة عندما قدم للعالم صورة لسلطان أحمد نجار من عام 1526 مع عدد قليل جدًا من الأمثلة الموازية المعترف بها. أولًا، بالمقارنة مع المنمنمات المغولية، تتفوق لوحات الدكن في "روعة ألوانها، ورقي ومهارة تركيبها، وجو عام من الفخامة المتدهورة".
ثانيًا، كان فن الرسم لدى أهل الدكن أقل اهتمامًا بالواقعية من فن الرسم لدى سلطنة مغول الهند، بل كان يسعى بدلًا من ذلك إلى "رحلة أكثر تعمقًا، ذات دلالات صوفية وخيالية". في لوحات المغول، تعد مشاهد البلاط والأحداث التاريخية ورحلات الصيد أحداثًا شائعة، في حين تركز موضوعات لوحات الدكن على أوقات الفراغ وتتميز بطبيعة هادئة كما هو الحال في صورة الأمير وهو نائم تحت شجرة، يداعبه ويدلكه الصفحات، المعروضة في المتحف الإسلامي في برلين (ألمانيا الشرقية) (85 وعمودًا × 1 متر). وتظهر صور مدرسة المغول في ضوء أكثر واقعية، وفي حالة صور الدكن يتم تصوير "أجواء غنائية لطيفة، غالبًا ما تكون مليئة بالهدوء والتخلي عن أفراح الحب والموسيقى والشعر أو مجرد عطر الزهرة". هناك سبب آخر لخلط لوحات الدكن مع المدرسة المغولية أو الراجاستان، وهو أن اللوحات نادرة نسبيًا، وقليل منها موقع أو مؤرخ أو حتى محفور على الإطلاق؛ وأسماء قليلة جدًا معروفة مقارنة بورش الإمبراطورية المغولية الموثقة جيدًا بشكل عام.

## مدارس الرسم في الدكن
نشأت ثلاث مدارس متميزة للرسم من سلطنة الدكن، وهي مدرسة بيجابور، ومدرسة قلقندة، ومدرسة أحمد نكر.

### مدرسة بيجابور

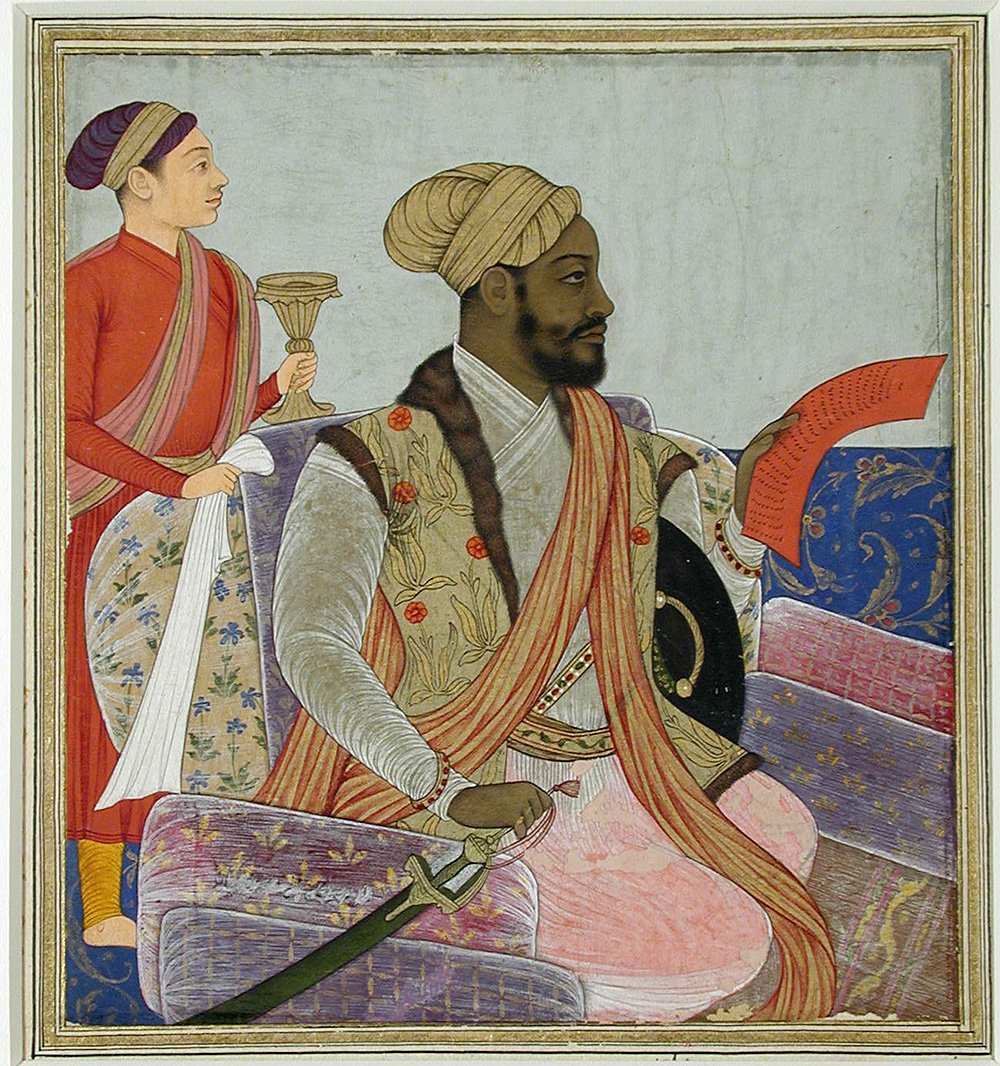
لوحة تُصور إخلاص خان، رئيس وزراء محمد عادل شاه، سلطان بيجابور. محفوظة في متحف سان دييغو للفنون

تطور أسلوب الرسم في بيجابور في الغالب خلال عهد علي عادل شاه الأول (حكم. 1558–1580 م) وخليفته إبراهيم الثاني (حكم. 1580–1627 م)، وكان كلاهما من كبار رعاة الفن والموسيقى. يعود أصل هذا الأسلوب إلى الثقافة الفارسية مع تأثر بالثقافة الهندوسية. كان النمط الفارسي السائد في منطقة الدكن يعود إلى العصر الصفوي المبكر عندما كانت لوحة الألوان الخاصة بالمدرسة التيمورية سائدة وكان التأثير الهندوسي مستمدًا من التقاليد الهندية الجنوبية للأرض. هذه التأثيرات الثقافية تمنح لوحة بيجابور طابعها الباروكي المميز. تتميز اللوحات ذات الطراز البيجابوري بصريًا بأشكال منحنية كاملة مزينة بمجوهرات باهظة الثمن، وهذا يمثل أيضًا الطابع الفاخر لبلاط عادل شاهي. كانت الموضوعات الرئيسة للأسلوب هي القصور والحدائق، مما يمنحه جاذبية بصرية غريبة للوهلة الأولى. ومن السمات البارزة الأخرى لهذا النمط الخاص فساتين الموسلين الطويلة والعمائم المدببة.

### مدرسة أحمد نكر
تُعتبر اللوحات من مدرسة أحمد نكر نادرة مقارنة بالأساليب الأخرى لأن الولاية ظلت مستقلة لفترة قصيرة من الزمن. اللوحات المتوفرة من المدرسة هي أمثلة رائعة تمتلك "عاطفة لطيفة وألوانًا رائعة" مستوحاة من الرسم الإيطالي في القرن الرابع عشر، وعلى نحو مماثل، يتمتع كلا الأسلوبين بميل للخلفيات الذهبية البسيطة. يتمتع الأسلوب أيضًا بطابع اللوحات التركمانية من القرن الخامس عشر، وبصرف النظر عن التأثيرات المختلفة، يتمتع الأسلوب بـ "الإنسانية الهندية والاهتمام بالكتلة وإيقاعات جسم الإنسان". من أبرز وأقدم سلسلة من اللوحات المتاحة من المدرسة اثنا عشر رسمًا توضيحيًا لتاريخ حكم حسين نظام شاه الأول، كتبها آفتابي، بعنوان "تاريخ حسين شاهي". تظهر الشخصية البارزة وغير التقليدية في السلسلة في تصوير المرأة حيث تظهر الملكة في ستة من الرسوم التوضيحية الاثني عشر.

### مدرسة قلقندة

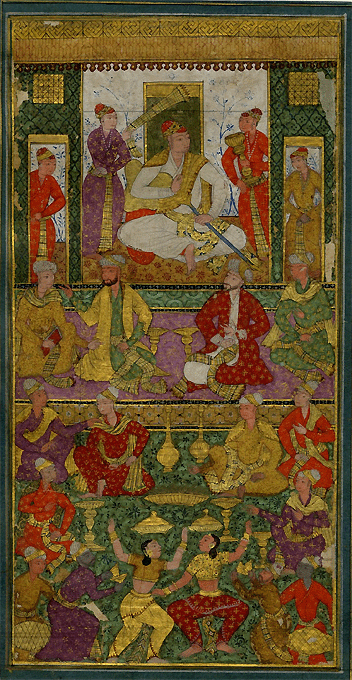
السلطان عبد الله قطب شاه من قلقندة، يتولى العرش مع الراقصين والخدم، حوالي عام 1630. اللوحة محفوظة في المتحف البريطاني

تحتوي مدرسة قلقندة أيضًا على عدد قليل جدًا من اللوحات المتاحة حيث تعرضت المجموعات الملكية للتدمير تمامًا عندما غزا المغول الولاية. وبالمقارنة مع سلطنات الدكن الأخرى، حافظت مدرسة قلقندة على أسلوب غير متجانس إلى جانب التأثيرات من المنمنمات العثمانية والمنمنمات الفارسية والمنمنمات المغولية ومدارس بيجابور. تتميز معظم أعمال قلقندة، بغض النظر عن مصدرها الأصلي، بثراءٍ متوتر يختلف تمامًا عن الرومانسية المؤثرة في بيجابور أو الرقيّ في فن تصوير أحمد نجار. تتميز الزخارف والتراكيب التصويرية بحيوية كثيفة، تكاد تكون نابضة بالحياة، وهي في جوهرها غير فارسية. تتميز اللوحات بإيقاع قوي يُجسّد الرقص الكلاسيكي الهندي الموجود على واجهات المعابد المنحوتة بكثافة، مما يُبرز تأثيرًا قويًا للثقافتين الهندوسية والفارسية. أحد الأمثلة الأكثر توضيحًا لمدرسة قلقندة هو كوليات محمد قولي الشعرية المعروضة في متحف سالار جونج في حيدر أباد، وبالنظر إلى مستوى التفاصيل والتعقيدات الموضحة في الأعمال الفنية للمخطوطة، يمكن القول إن النسخة كانت مملوكة للسلطان نفسه.

## المواضيع والأسلوب

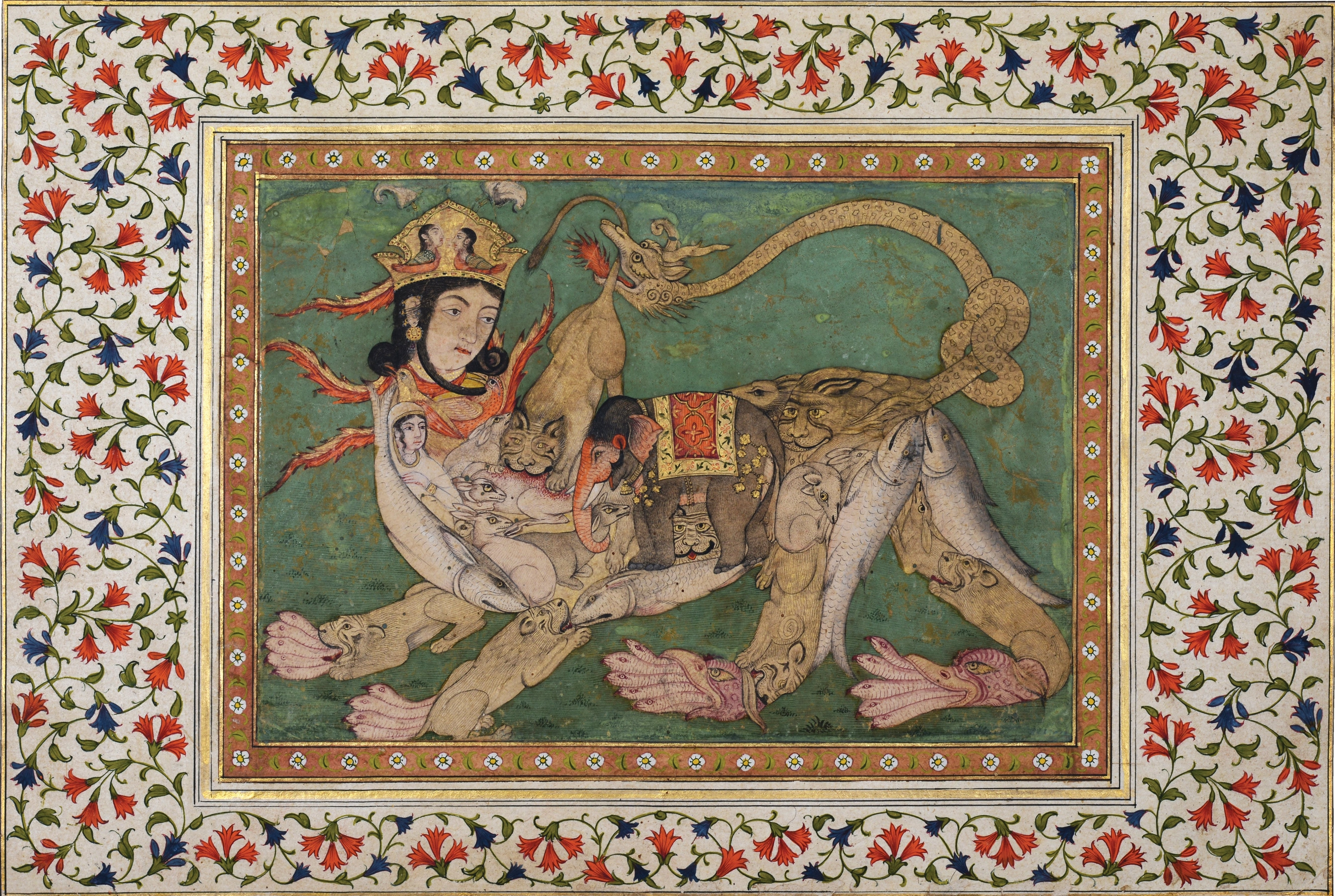
تصوّر لمركب لبراق، اللوحة محفوظة في المتحف الوطني بنيودلهي، في حيدر أباد، 1770-1775 م.

بجانب الصور والرسوم التوضيحية المعتادة للأعمال الأدبية، هناك أحيانًا سجلات مصورة، مثل "توزوك إي أسافيا" (Tuzuk-i-Asafiya) . من التخصصات التي يتميز بها أهل الدكن (والتي يمكن العثور عليها أحيانًا في وسائل أخرى، مثل العاج) هو فكرة "الحيوان المركب"، وهو حيوان كبير يتكون من العديد من الصور الأصغر لحيوانات أخرى. يظهر في الصورة هنا مثلًا مزيج من البراق والفيل. في كثير من الأحيان يتم منح الحكام هالات كبيرة، وفقًا للسوابق المغولية. يقوم الخدم بتزيين أسيادهم أو سيداتهم بقطعة قماش، بدلًا من المراوح المصنوعة من ريش الطاووس أو الشوريس التي نراها في أماكن أخرى، وعادةً ما يكون للسيوف شكل دكتي مستقيم.
كانت الأفيال تحظى بشعبية كبيرة في كل من حياة وفن بلاط الدكن، وكان الفنانون يستمتعون بتصويرها وهي تتصرف بشكل سيئ أثناء فترات التكاثر الهرموني التي تؤثر على الأفيال الذكور. كان هناك أيضًا نوع من الرسومات مع بعض الألوان باستخدام تأثيرات الرخام في أجسام الخيول والأفيال. وباستثناء الأفيال، كانت دراسات الحيوانات أو النباتات أقل شيوعًا في منطقة الدكن مقارنة بالرسم المغولي، وعندما تحدث فإنها غالبًا ما تكون ذات أسلوب أقل واقعية، مع "لوحة خيالية من الألوان المكثفة".
على نحو غير معتاد بالنسبة للهند، كان هناك عدد كبير من السكان الأفارقة المستوردين في منطقة الدكن، وقد ارتقى عدد قليل منهم إلى مناصب عليا كجنود أو وزراء أو رجال حاشية. كان مالك أمبار من أحمد نكر وإخلاص خان من بيجابور من أشهر هؤلاء؛ حيث لا تزال هناك عدد من الصور الشخصية لكليهما، بالإضافة إلى صور أخرى لشخصيات مجهولة الهوية.

كان أحد أهم رعاة هذا الأسلوب هو السلطان إبراهيم عادل شاه الثاني من بيجابور (توفي عام 1627)، وهو رسام بارع للغاية، بالإضافة إلى كونه موسيقيًا وشاعرًا. توفي في نفس العام الذي توفي فيه جهانجير، آخر سلطان مغولي راعٍ رسم غير إمبراطوري. إن الصورة التي يرجع تاريخها إلى حوالي عام 1590 والموضحة أعلاه، والتي تأتي من نفس الفترة التي كان فيها فنانو أكبر في بلاط المغول يطورون أسلوب الصورة المغولية، تظهر أسلوبًا واثقًا ولكنه مختلف تمامًا. ظل المنظر القريب للغاية غير عادي في فن التصوير الهندي، وقد اقترح البعض أنه تأثر بشكل مباشر بالمطبوعات الأوروبية، وخاصة تلك الخاصة بلوكاس كراناش الأكبر، والتي تشترك معها في عدد من الميزات.

رادا وكريشنا يحتضنان بعضهما ، من جيتا جوفيندا[الإنجليزية]، أورانجاباد (؟)، حوالي عام 1650
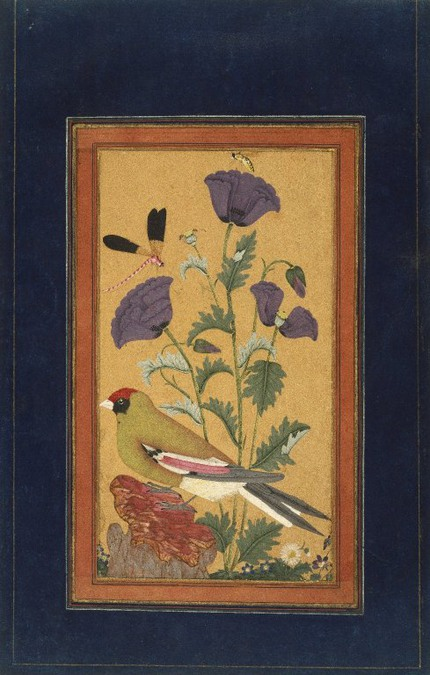
عصفور، خشخاش، يعسوب، ونحلة، ديكان، حوالي 1650-1670، ألوان مائية غير شفافة وذهبية على ورق، متحف بروكلين .
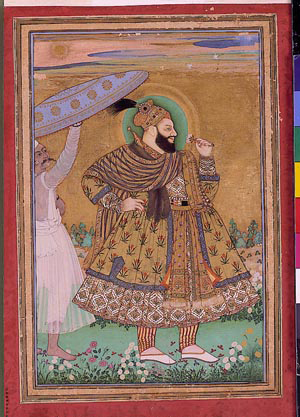
أبو الحسن قطب شاه ، آخر سلطان جولكوندا ، سبعينيات القرن السابع عشر؛ ثم سُجن لمدة 13 عامًا حتى وفاته عام 1699. متحف سان دييغو للفنون
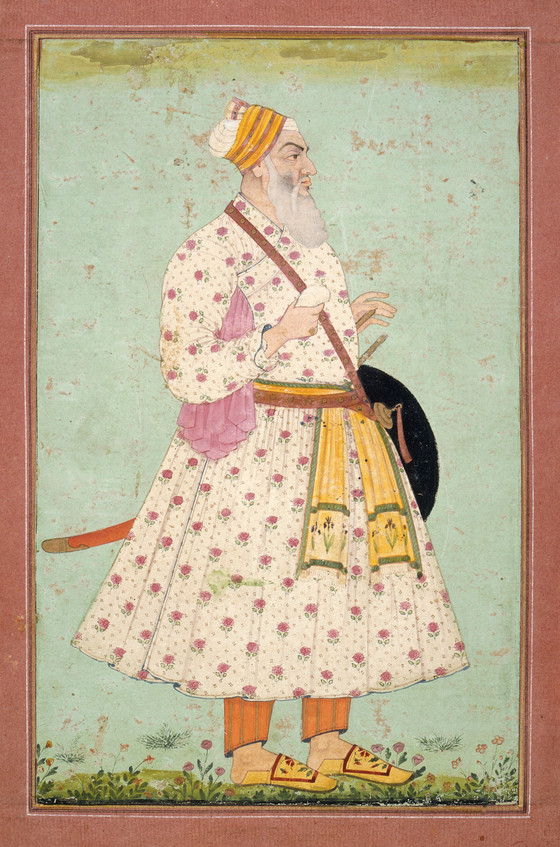
جنرال أورنجزيب في حصار قلقندة[الإنجليزية]، غازي الدين خان فيروز جونج الأول ، حيدر آباد ، 1690. كان ابنه أول نظام لحيدر آباد
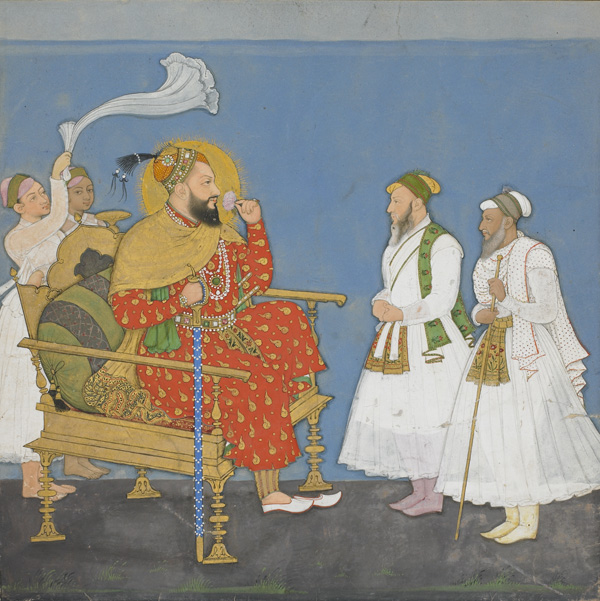
محمد عادل شاه البيجابوري[الإنجليزية] (توفي عام 1656) مع رجال البلاط والخدم، رسمت بعد أكثر من قرن من وفاته.

## التأثير

ثلاثة راجا وحاشيتهم، 1700-1720، لوحة مُتأثرة بالفن المغولي، وكبيرة الحجم إلى حد ما، حيث تبلغ أبعادها 22 × 32.7 سم (8 11/16 × 12 7/8 بوصة).

كانت البلاط المغولي على دراية بالأسلوب الدكني، وضُمنَت بعض اللوحات الدكنية، وخاصة من بيجابور، في الألبومات التي جمعها أكبر وجهانجير. اعتمد بعض الرسامين المغول أسلوبًا شبيهًا بأسلوب الدكن في أوائل القرن السابع عشر، ربما باتباع تعليمات رعاتهم. قام إبراهيم عادل شاه الثاني بتزويج ابنته، على مضض، من الأمير دانيال ميرزا، نجل أكبر، وكانت هدايا الزفاف تتضمن مجلدات من اللوحات. كان العديد من أمراء راجبوت جنرالات في الجيوش المغولية التي كانت تقاتل في الدكن، مما أدى إلى تأثيرات الدكن على لوحات راجبوت المبكرة. في كثير من الحالات، ربما هاجر رسامو ديكاني إلى بلاط راجبوت بعد سقوط رعاتهم الرئيسيين من السلطة.

## التراجع الفني
ازدهرت لوحات ديكاني في أواخر القرنين السادس عشر والسابع عشر ولكنها عانت مع غزو المغول التدريجي للمنطقة، وكانت قد اعتمدت بالفعل إلى حد كبير أسلوبًا فرعيًا مغوليًا بحلول عام 1650 تقريبًا. ضُمَّت سلطنة برار إلى أحمد نكر بحلول عام 1574، واستولت بيجابور على سلطنة بيدار في عام 1619؛ ومساهماتها في الأسلوب. واستولى المغول على مدينة أحمد نكر نفسها في عام 1600، بعد وفاة الأميرة الوصية تشاند بيبي (التي غالبًا ما يتم تصويرها بعد وفاتها)، ولكن جزءًا من المنطقة استمر في الاستقلال المحاصر حتى عام 1636، وكانت باراندا عاصمة حتى عام 1610، ثم المدينة الجديدة التي تمت إعادة تسميتها لاحقًا باسم أورنجاباد. وكان انقراض آخر سلطنتين متبقيتين في عام 1687، وهما سلطنتا بيجابور وقلقندة، واللتان حكمتهما سلالة قطب شاهي، بمثابة ضربة حاسمة. دُمرَت معظم المجموعات الملكية أثناء الغزو، مما حرم الرسامين من رؤية نماذج محلية للدراسة.
نشأت "مدرسة هجينة جديدة للرسم بين راجاستان وديكاني" في أورنجاباد، التي أصبحت عاصمة المغول في الدكن. كانت مجموعة راجامالا المتفرقة ومجموعة جيتا جوفيندا بنفس الأسلوب تعتبر لفترة طويلة من رَاجستان حتى ظهرت مخطوطة أخرى بنفس الأسلوب، والتي نُقشَت لتسجيل أنها رُسمت في أورانجاباد في عام 1650 لراعي من ميوار في راجستان؛ ومن المحتمل أن الرسامين كانوا في الأصل من هناك أيضًا.
أنشأ نواب الملوك المغول بلاطًا للسلطنة في حيدر أباد، ولكنها لم تصبح مركزًا للمنمنمات حتى القرن التالي، وبحلول ذلك الوقت كانت أقل تميزًا في الطراز المغولي المتأخر أو ما بعد المغولي. بحلول ذلك الوقت لم تعد اللوحات تُنتج فقط لدائرة محكمة صغيرة، بل تطورت الأسواق لأنواع بما في ذلك مجموعات من لوحات راجامالا، والموضوعات المثيرة، واللوحات الهندوسية. استمر إنتاج نسخ أو تقليد الأعمال القديمة مثل الصور الملكية حتى أواخر القرن التاسع عشر.

## ملحوظات
1. 1 2  Crill and Jariwala, 110
2. ↑  Harle, 400; Craven, 216–217; Chakraverty, 69; Sardar
3. ↑  Zebrowski، Mark (1983). Deccani Painting. Sotheby Publications. ISBN:9780520048782.
4. ↑  Craven, 216
5. 1 2 3 4  Harle, 400
6. 1 2  Kossak, 15
7. ↑  Harle, 400–403 (quoted); Craven 216–217
8. 1 2 3  Chakraverty, 70
9. ↑  Sardar; Chakraverty, 72; Deccan Style paintings على موقع واي باك مشين (نسخة محفوظة 1 December 2016)
10. ↑  Harle, 403–405; Craven, 216–217; Chakraverty, 69
11. 1 2  Michell and Zebrowski, 169
12. ↑  Michell and Zebrowski, 145–147; Craven, 216; Chakraverty, 70
13. ↑  Michell and Zebrowski, 145–147
14. ↑  Sardar; [slamicart.museumwnf.org/database_item.php?id=object;EPM;ir;Mus21;40;en Chester Beatty page]; Michell and Zebrowski, 160–162
15. ↑  Michell and Zebrowski, 153–157, 154 quoted; Harle, 401–403
16. ↑  Michell and Zebrowski, 151, 162–168; Harle, 400
17. ↑  Metropolitan Museum page نسخة محفوظة 2025-05-01 على موقع واي باك مشين.
18. 1 2 3  Zebrowski، Mark (1983). Deccani painting. Roli Books International, New Delhi.
19. ↑  BINNEY، EDWIN (1979). "Indian Paintings from the Deccan". Journal of the Royal Society of Arts. ج. 127 ع. 5280: 784–804. ISSN:0035-9114. JSTOR:41373866. مؤرشف من الأصل في 2023-04-29.
20. ↑  Gray، Basil (1938). "Deccani Paintings: The School of Bijapur". The Burlington Magazine for Connoisseurs. ج. 73 ع. 425: 74–77. ISSN:0951-0788. JSTOR:867457. مؤرشف من الأصل في 2023-05-02.
21. ↑  "Nauras: The Many Arts of the Deccan". Google Arts & Culture (بالإنجليزية). Archived from the original on 2021-12-01. Retrieved 2019-02-04.
22. ↑  Born, Wolfgang, "Ivory Powder Flasks from the Mughal Period", Ars Islamica, Vol. 9, (1942), pp. 93–111, Freer Gallery of Art, The Smithsonian Institution and Department of the History of Art, University of Michigan, JSTOR نسخة محفوظة 2025-02-14 على موقع واي باك مشين.
23. ↑  Harle, 401
24. ↑  Harle, 405
25. ↑  Michell and Zebrowski, 151
26. ↑  Kossak, 68; Marbled elephant
27. ↑  "Finch, Poppies, Dragonfly, and Bee", Brooklyn Museum نسخة محفوظة 2024-12-27 على موقع واي باك مشين.
28. ↑  Crill and Jariwala, 110, 116; Harle, 403
29. ↑  Michell and Zebrowski, 162–164; Craven, 217; Sardar; Crill and Jariwala, 110
30. ↑  Chakraverty, 71
31. ↑  Crill and Jariwala, 34; Chakraverty, 73; Harle, 395
32. ↑  Chakraverty, 73; Kossak, 68
33. ↑  Michell and Zebrowski, 157–158
34. ↑  Harle, 405–406
35. ↑  Chakraverty, 73

## قراءة إضافية
- نافينا نجاة حيدر، ماريكا سردار، سلاطين الدكن في الهند، ١٥٠٠-١٧٠٠: البذخ والخيال ، ٢٠١٥، متحف متروبوليتان للفنون، ISBN ٩٧٨٠٣٠٠٢١١١١٠٨، ٠٣٠٠٢١١٠٤، كتب جوجل
- زيبروفسكي، مارك، لوحات ديكاني ، مطبعة جامعة كاليفورنيا، 1983.
- المجلس الوطني للبحوث التربوية والتدريب: تاريخ لوحات ديكاني